# Colocasiomyia nigricauda
Colocasiomyia nigricauda är en tvåvingeart som beskrevs av Sultana och Masanori Joseph Toda 2002. Colocasiomyia nigricauda ingår i släktet Colocasiomyia och familjen daggflugor. Inga underarter finns listade i Catalogue of Life.